# Dornier Do 32
Dornier Do 32 — экспериментальный одноместный вертолёт с реактивным приводом несущего винта. Разрабатывался в 1960-х годах в ФРГ по заказу военного ведомства. Построено и испытано четыре прототипа.

## Разработка. Конструкция вертолёта
В начале 1960-х годов армия ФРГ проявила интерес к разработке лёгкого вертолёта для наблюдения и связи, который мог бы складываться при транспортировке на автоприцепе армейского джипа. С целью упрощения конструкции вертолёта разработчики обратились к популярной в те годы идее использования реактивного привода несущего винта. Такая схема, с присущим ей отсутствием реактивного момента, позволила резко упростить (фактически — исключить) трансмиссию и хвостовой винт, упростить управление машиной и снизить её вес. Разработчики остановились на компрессорной схеме привода. В качестве силовой установки было решено применить небольшую газовую турбину, приводящую компрессор: сжатый воздух от последнего проводился по трубопроводам в лопастях к соплам на их законцовках.
Фюзеляж вертолёта представлял собой открытую конструкцию, основой которой была продольная силовая балка. Газовая турбина BMW 6012L и компрессор располагались сверху фюзеляжа, сразу за вертикальной опорой ротора. Выхлоп турбины был направлен назад, в сторону жаропрочного руля направления; отклонение этого руля, работающего в струе газов, обеспечивало управление по рысканью. Имелось и горизонтальное оперение. Пилот располагался в открытом кресле. Управление несущим винтом (циклический шаг) осуществлялось верхней ручкой, рычаг "шаг-газ" располагался слева от пилота, впереди снизу находились педали путевого управления и приборная доска с простейшими приборами. Посадочное шасси было трёхточечным, с простыми опорными площадками.

## Испытания

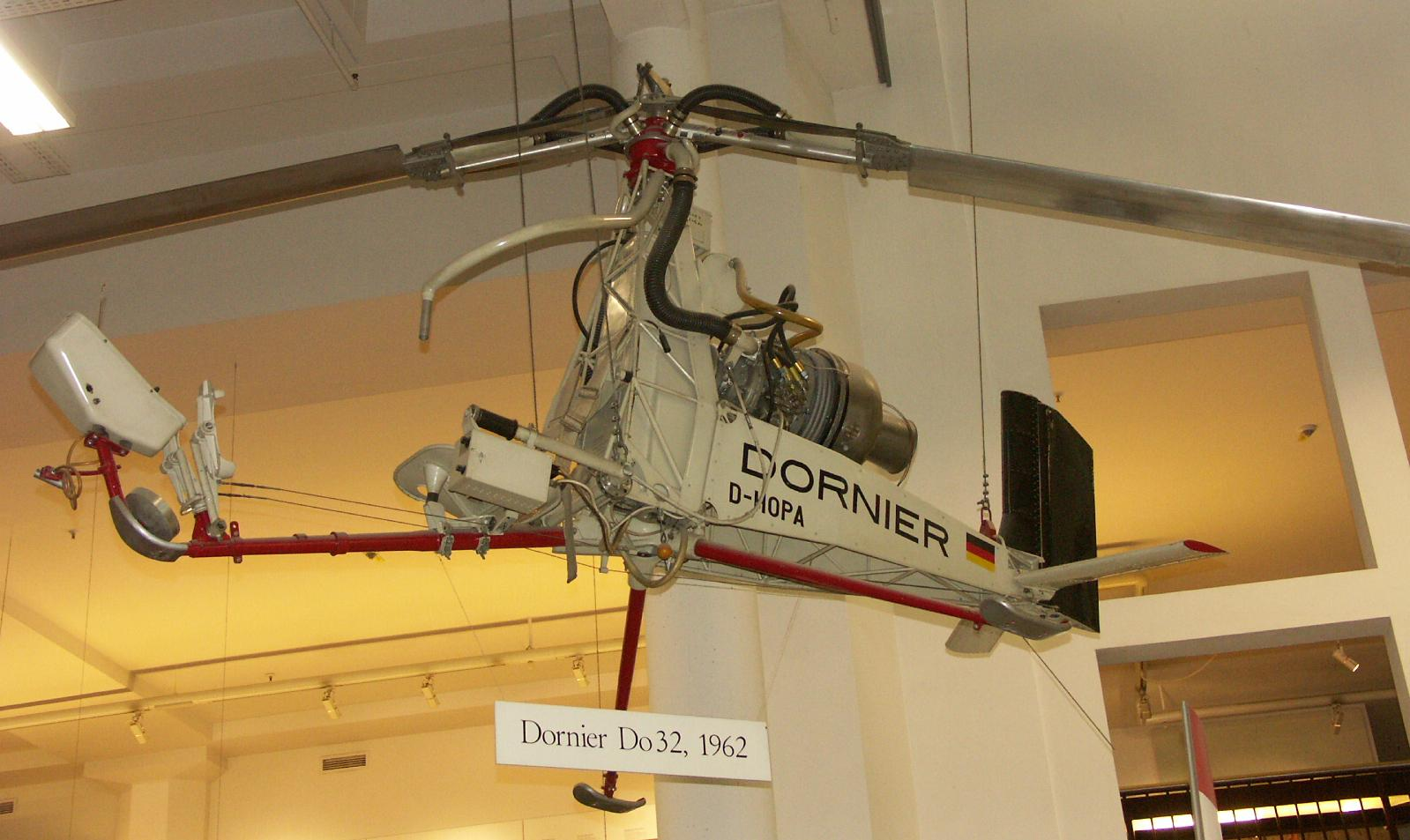
Четвертый прототип в музее

Первый полет Do 32 выполнен 29 июня 1962 года, всего испытания проводились с четырьмя прототипами. Все прототипы, по разным причинам, потерпели аварии в ходе испытаний. Программа была закрыта.

## Лётно-технические характеристики
- Экипаж: 1
- Длина: 3,42 м
- Высота: 1,89 м
- Вес пустого: 147 кг
- Максимальный взлётный вес: 321 кг
- Силовая установка: 1 × ГТД BMW 6012L, мощностью 90 л. с.
- Диаметр несущего ротора: 7,5 м
- Максимальная скорость: 119 км/ч
- Дальность полёта: 90 км